# زیرشاخه
در ژنتیک، یک زیرشاخه (به انگلیسی: subclade) زیرگروهی از یک هاپلوگروپ است.

## قرارداد نام‌گذاری
اگرچه هاپلوگروه‌ها و زیرشاخه‌های دی ان آیه میتوکندری انسان (mtDNA) و دی ان آیه کروموزوم Y (Y-DNA) به روشی مشابه نامگذاری شده‌اند، نام آنها متعلق به سیستم‌های کاملاً جداگانه است.

### دی‌ان‌آی میتوکندری
هاپلوگروه‌های دی ان آیه میتوکندری (mtDNA) با حضور یک سری از نشانگرهای پلی‌مورفیسم تک نوکلئوتیدی (SNP) در نواحی بیش‌متغیر و ناحیه کدکننده DNA میتوکندری تعریف می‌شوند. آنها با حروف بزرگ A تا Z نامگذاری می‌شوند و زیرشاخه‌های دیگر با استفاده از اعداد و حروف کوچک نامگذاری می‌شوند.

### دی‌ان‌آی کروموزوم Y
هاپلوگروه‌های Y-DNA با حضور یک سری نشانگر SNP در کروموزوم Y تعریف می‌شوند. زیرکلیدها توسط یک SNP انتهایی تعریف می‌شوند، SNP در انتهای درخت فیلوژنتیک کروموزوم Y قرار دارد.

### Y-DNA انسان
کنسرسیوم کروموزوم Y (YCC) سیستمی برای نام‌گذاری هاپلوگروپ‌های اصلی Y-DNA انسانی با حروف بزرگ A تا T ایجاد کرد که زیرشاخه‌های دیگر با استفاده از اعداد و حروف کوچک نام‌گذاری شدند (نام‌گذاری YCC longhand). نامگذاری مختصر YCC، هاپلوگروه‌های Y-DNA و زیرشاخه‌های آنها را با حرف اول هاپلوگروپ اصلی Y-DNA به همراه یک خط تیره و نام SNP پایانه تعیین‌کننده نام می‌برد. نامگذاری هاپلوگروپ Y-DNA در طول زمان در حال تغییر است تا با تعداد فزاینده SNPهای کشف و آزمایش شده، و در نتیجه گسترش درخت فیلوژنتیک کروموزوم Y سازگار شود. این تغییر در نامگذاری منجر به استفاده از نامگذاری متناقض در منابع مختلف شده است. این ناهماهنگی، و نامگذاری دست و پاگیر فزاینده دراز، باعث حرکت به سمت استفاده از نامگذاری ساده‌تر شده است.